# Gözde Mimiko Türkkan
Gözde Mimiko Türkkan, née le 11 mars 1984 à Ankara (Turquie), est une artiste, documentariste et photographe turque. Elle vit et travaille à Istanbul. Francophone[source insuffisante], elle a exposé ses projets photographiques à de nombreuses reprises en France à Paris, Marseille et La Rochelle, mais également à Amsterdam, Istanbul, Hong Kong, Londres et Landskrona.

## Biographie
Elle a fait toute sa scolarité au lycée français Pierre-Loti d’Istanbul puis est admise à l’université Pierre-et-Marie-Curie à Paris pour des études en sciences physiques. EN 2004, Elle quitte Paris pour rentrer à Istanbul et commencer des études universitaires en photographie et vidéo à université Bilgi d'Istanbul. Ayant obtenu son diplôme en 2008, elle a ensuite enseigné la photographie au département de Conception de communication visuelle de la même université. Soutenu dans sa recherche de fonds par le galeriste Kerimcan Güleryüz avec lequel elle participe à Unseen Photo Fair Amsterdam en 2013, elle poursuit ses études à l’université des arts de Londres, au Central Saint Martins College of Art and Design, et y obtient son diplôme de master MA Fine Art en 2010,
Elle a créé une œuvre pour le volume Turkey: Istanbul Codex de la collection d’art Imago Mundi de Luciano Benetton qui a rassemblé presque 20.000 œuvres d'art au fil des ans, commissionnées à des artistes qu'il a rencontrés dans le monde entier. Cette œuvre est ensuite publiée dans le catalogue intitulé Istanbul Codex: Contemporary Artists from Turkey.
Une de ses œuvres photographiques de la série Pay Here participa aux ventes aux enchères de Visions d’Orient de Christie's à Paris en 2011 et à celui de Sotheby's intitulé Contemporary Art/Turkish à Londres en 2012. En 2011, elle figura sur la liste des artistes les plus cotés de moins de 30 ans publiée par Artprice.
Outre la réalisation de ses projets, elle anima des ateliers avec les jeunes autour le thème de la photographie de portrait, dont plusieurs au Centre Intermondes et au centre socio-culturel le Pertuis à La Rochelle en 2017,.
Elle a été parmi les quatre jurys qui sélectionnèrent les photos instantanées imprimée dans le calendrier Poladarium 2017.

## Œuvre

### Thématique
Le travail de Gözde Turkkan met l’accent sur les identités et rôles des genres, et sur les identités socialement construites tout en essayant de faire la lumière sur certaines pulsions des plus profondes, sur les désirs et craintes de l’être humain, à travers une approche documentaire subjective. Le corps humain est aussi un sujet récurrent dans le travail de Türkkan, au même titre que la manifestation de l’identité sexuelle, psychologique, émotionnelle et sociologique.
Ce travail est aussi essentiellement dirigé vers la dissection de l’identité féminine. Au départ, il y a elle-même en tant que médecin légiste effectuant une autopsie. Son premier projet I was looking to see if you were looking at me to see me looking back to you est une narration de sa propre identité féminine et, en même temps un essai sur l’utilisation de l’autoportrait comme un acte autoérotique.
Dans une émission ARTE consacrée au féminisme en Turquie, elle affirme: «C’est pénible d’être harcelé par le regard des hommes, mais ça l’est encore plus quand on s’en rend compte que ça n’a rien à voir avec le physique, ce qu’on porte, que l’on soit belle ou pas. On attire le regard uniquement parce qu’on est une femme. On a l’impression d'être considérée comme un objet.»
En 2013, elle présenta au salon La Quatrième Image à Paris une petite sélection de deux projets : Pay Here (2010) qui fait allusion aux services sexuels et Full Contact (2011) pour lequel elle part en Thaïlande pendant deux mois et où elle suggère une similitude entre les services sexuels et les boxeurs Thaï par rapport à l’usage du corps: «Donc très petit, ils gagnent leur vie. [...] Ils se servent de leur corps, c’est très intense. En même temps, donc parallèlement, les gens qui travaillent dans les services sexuels, ça on le sait déjà, ils se servent de leur corps pour survivre, c’est pareil.»
En 2017 pendant sa résidence au Centre Intermondes, elle expose Wish Tree (signifiant Arbre à Vœux), série de photographies autour de ces totems que l’on retrouve dans presque toutes les cultures, réunissant le public grâce à des rituels, des traditions, des croyances...
Par le biais de cette série, le spectateur se livre à des rituels qu'il ne peut pas définir avec précision, mais s’en dégage une sorte de familiarité et de sensations communes telles que l'amour, le désir, la colère, la curiosité ou la solitude. La série Wish Tree est un travail plutôt optimiste, traduisant l'espoir d'une société qui reconnaît son envie d'aliéner « l’autre » et restreint sa peur de l'inconnu ainsi que son habitude d’éloignement.

### Livres d’artiste
Faisant aussi partie des fondateurs de la collective de publieurs indépendants Bandrolsüz avec laquelle elle participa au salon de publications Offprint Paris en 2012,, elle crée aussi des livres d’artistes.
- 2017 : Wish Tree Leftover Notebooks[17]
- 2015 : Fight-Flight-Freeze Leftover Notebooks[18],[19]
- 2014 : Wonder Me Photobook Dummy[20],[21]
- 2013 : Full Contact Extended[22],[23]
- 2011 : Pay Here series flipbook (pole dancing)[24]
- 2010 : Pay Here artist’s books[25]
- 2010 : Pay Here series flipbook (self-portrait)[26]
- 2008 : I was looking to see if you were looking back at me to see me looking back at you Artist’s Book Dummy[27]

## Expositions (sélection)
Depuis 2008, elle réalisa quatre expositions personnelles à Istanbul (Turquie) et deux à La Rochelle (France) et participa à de nombreux expositions de groupes et salons d’art contemporain, dont Art HK 11: Hong Kong International Art Fair 2011 (Hong Kong, 2011), Close Quarters (musée d'art moderne d'Istanbul, 2013), Unseen Photo Fair (Amsterdam, 2013), Landskrona Foto Festival (Suède, 2014), Every Inclusion is an Exclusion of Other Possibilities (SALT Beyoglu, Istanbul, 2015) et Object(s) of Desire, 2017 Louisville Photo Biennal (21c Museum Hotel, Louisville/États-Unis).
- Jeu des Portraits en Famille (juin 2018): Centre Intermondes, La Rochelle/France[28]
- Object(s) of Desire (septembre 2017): 2017 Louisville Photo Biennial, 21c Museum Hotel (en), Louisville/États-Unis
- Wish Tree (mai 2017): Centre Intermondes, La Rochelle/France[29]
- Jeunes Talents (janvier 2017): La Capitale Galerie, Paris/France[30]
- Les Glaneurs Et Les Glaneuses (juillet 2016): Versus Art Projects, Istanbul/Turquie[31]
- Wish Tree (décembre 2015): The Empire Project, Istanbul/Turquie[32]
- (re)present exhibist: 2 years (septembre 2015): Mixer Gallery, Istanbul/Turquie[33]
- Chemcraft: 'For Love of Chemistry' (août 2015): Espacio Gallery, Londres/Royaume-Uni[34]
- Every Inclusion is an Exclusion of Other Possibilities (juin 2015): SALT Beyoglu, Istanbul/Turquie[35]
- La Quatrième Image Photography Fair (novembre 2014): Paris/France[36]
- Ci Editions (novembre 2014): Contemporary Istanbul, Istanbul/Turquie[37]
- Focus:Turkey (juin 2014): Landskrona Foto Festival, Landskrona/Suède[38]
- Unseen Photo Fair 2013 (septembre 2013): Amsterdam/Pays-Bas[39]
- Taktil After Work Kulturprogramm (juin 2013): Taktil Workshop, Bâle/Suisse[40]
- Close Quarters (mai 2013): musée d'art moderne d'Istanbul, Istanbul/Turquie[41]
- Fight-Flight-Freeze (mai 2013): Poligon The Shooting Gallery, Istanbul/Turquie[42]
- 7. Contemporary Istanbul 2012 (novembre 2012): Istanbul Lütfi Kırdar International Convention and Exhibition Center (en), Istanbul/Turquie[43]
- SCOPE (en) Basel 2012 (juin 2012): Bâle/Suisse[44]
- Contemporary Art/Turkish (avril 2012): Sotheby's, Londres/Royaume-Uni
- Full Contact (janvier 2012): Galerie x-ist, Istanbul/Turquie[42]
- Visions d'Orient - De l'orientalisme à l'art contemporain (novembre 2011): Christie's, Paris/France
- Looking back at you (mai 2011): American Hospital Art Gallery “Operation Room”, Istanbul/Turquie[45]
- Art HK 11: Hong Kong International Art Fair 2011 (mai 2011): Hong Kong/Chine[46]
- Caravane 1.2 (mai 2011): Art of Mena, Paris/France[47]
- DIYALOG: Art from Istanbul (mai 2011): VIENNAFAIR 2011 (en), Vienne/Autriche[48]
- Dissecting & Patching (mai 2011): Galerie Vol de Nuits, Marseille/France[49],[50],[51]
- MA Fine Art Degree Show 2010 (septembre 2010): Graduating students of the MA Fine Art Course, 61 graduating students exhibitions, Central Saint Martins College of Art and Design, Londres/Royaume-Uni[52]